# Sophonia aurantiaca
Sophonia aurantiaca är en insektsart som beskrevs av Cai och Shen 1999. Sophonia aurantiaca ingår i släktet Sophonia och familjen dvärgstritar. Inga underarter finns listade i Catalogue of Life.